# ジョルジュ・シムノン

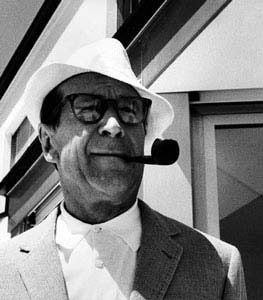
ジョルジュ・シムノン（1963年）

ジョルジュ・シムノン（Georges Simenon, 1903年2月13日 - 1989年9月4日）は、ベルギー出身のフランス語で書く小説家、推理作家。
息子のマルク・シムノン（1939 - 1999）は映画監督で、女優ミレーヌ・ドモンジョの夫。

## 人物
103編ある、ジュール・メグレ警視（Jules Maigret, 後に警視長）が登場する一連の推理小説で知られる。
世界中で最も読まれたフランスの作家は、ヴィクトル・ユゴー、ジュール・ヴェルヌについでシムノンであるとの説がある位、シムノン文学は世界各国で好評を博した（シムノンはベルギー生まれだが、ほとんどのフランス人は彼のことを同国人と考えている）。
その売上のほとんどはメグレものだが、シムノン自身はメグレを主流な仕事とは考えておらず、あくまで自分を純文学の作家とみなしており、そのメグレ以外の代表作の一つ、『雪は汚れていた』("La neige était sale"）はアンドレ・ジッド、フランソワ・モーリアックから絶賛された。
ジッドは『家の中の見知らぬ者たち』("Les inconnus dans La maison"）についても「驚愕した。長い間、私にはこれほど激しい興奮をよびさまされた本がなかった。」 と称賛、『片道切符』("La Veuve Couderc"）については、たまたま同年に書かれ出版されたカミュの『異邦人』と比較して「それよりも優れている。芸術の絶頂まで届いた作品だ。」と賛辞を惜しまず「現代フランスの最も偉大な作家。」 とまで評価した。
モーリアックも『ビセートルの環』("Les Anneaux De Bicetre"）について「シムノンが喝破している真実は、今までいかなる小説家も、これほど赤裸々に、正視に耐えないほど、あからさまに暴き出したことのない真実である。」 と驚嘆し、メグレものから影響を受けた江戸川乱歩も『倫敦から来た男』("L'homme de Londres"）を「ドストエフスキーの心理的手法を巧みに我が物としている。純粋な犯罪小説として比類なき名作である。」 と評価している。その他ヘンリー・ミラー、アナイス・ニンなどシムノン文学に賛辞を送った作家は多い。
性豪としても知られ、十三歳半以来、一万人の女性と性交渉をもったという。そのうちの八千人は娼婦で、あとの二千人が素人の女性だったという。

## 経歴

### 幼少期と教育
ジョルジュ・シムノンは、ベルギー、リエージュのレオパール街26番地（現在は24番地）で生まれた。
父はデジレ・シムノン、母はアンリエット・ブリュール。
デジレ・シムノンは保険会社の会計部門で働いており、1902年4月にアンリエットと結婚した。
ジョルジュ・シムノンが生まれたのは1903年2月13日だったが、迷信を気にして12日生まれとして登録している。
彼の誕生にまつわるこの話は、小説「血統書（Pedigree）」の冒頭で詳しく述べられている。
シムノン家は、その先祖をリンバーグ地域に遡ることができ、彼の母方の実家はオランダ領リンバーグの出であった。
母方の先祖のひとりに悪名高いガブリエル・ブリュールがいる。彼は1720年代から絞首刑となる1743年までリンバーグを悩ませた犯罪者であった。
後にシムノンは、ブリュールを彼自身の多くのペンネームの一つとして使用した。
1905年4月、ジョルジュ・シムノンが生まれてから2年後、一家はパスツール街3番地に引っ越した（現在はジョルジュ・シムノン街25番地）。
リエージュのウトゥルムーズ街区の中にあった。
弟のクリスチャンが1906年9月に生まれ、母親はこの弟を一番可愛がることになり、シムノンは屈辱を味わうことになった。
その後、1911年2月に、一家はロワ街53番地に引っ越した。ここもウトゥルムーズ街区の中であった。
こちらの家は大きかったので、下宿人を置くことができた。下宿人は見習い工や様々な国から来た学生達であったが、こうした人達が若いシムノンにより広い世界への入口となる重要なきっかけとなった。
この時の経験が彼の小説を特徴付けるのだが、特に、「血統書(Pedigree)」と「下宿人(Le Locataire)」にその影響が現れている。
3歳の時にシムノンはサン・ジュリエン保育園で読み方を習った。1908年から1914年にかけて、サン・タンドレ学院に通う。
1914年9月に第一次世界大戦が始まってまもなく、シムノンはサン・ルイ中等学校（イエズス会の高校）に入学する。
1917年2月、シムノン一家はアメルカール街区（※ウトゥルムーズ街区のすぐ隣）の郵便局だった建物に引っ越す。
1919年6月、さらにウトゥルムーズ街区のアンセニュモン街に引っ越している。
父親の心臓の容態を言い訳にして、シムノンは1918年6月に学生生活を終える決心をし、サン・ルイ中等学校の年度末試験すら受けようとはしなかった。
その後、シムノンは奇妙な職業を転々としながら働くことになる。

### マメロンとピーター
シムノン家には二つの一族がいた。ワルーンズ・マメロンズ（シムノン家）とフレミッシュ・ピーターズ（ブリュール家）である。
シムノン家は、純粋なワルーン族で、リエージュのアウトレムーズに根を下ろした労働者階級の一家であった。
移動する者すべてに対して疑念を抱く家系で、安定、近隣への統合、職人や熟練工からなる中産階級への統合を象徴していた。
シムノンの作品中で、シムノン家は重要な役割を果たしたわけではなかった。
ブリュール家はシムノン家とは全く異なり、家族としてのまとまりを欠き、自己中心的な動機や嫉妬からお互いに衝突していた。
落ち着きがなく、苦悩に満ちており、社会に適応できないシムノンの母親の一族の人々は、飲酒や流浪の生活、権力といったものに逃避したいと願っていた。
こうした彼らの生き様が、シムノンのごつごつした小説に登場する主人公達の原型となった。

### 小説家の背景
1919年1月、15歳のシムノンは、ジョセフ・デマルトーが編集していたリエージュ新聞に就職する。
シムノンが担当していたのは取るに足らない三面記事だったが、それのためにかえって街のいかがわしい面を探求することが可能になった。
政治、酒場、安ホテルに加え、犯罪、警察の調査、そして警察の技術について犯罪学者であるエドモンド・ロカールの講義、こうしたものが彼の興味の対象となった。
さらにシムノンは、この新聞社での経験から、素早く編集する技術を学んだ。実際、シムノンは、ペンネームを用いて150本以上の記事を書いている。
シムノンの処女作である『アルシュ橋で』(Au Pont des Arches)は1919年6月に書かれたもので、1921年に「Georges Sim」のペンネームで出版された。
この期間に、シムノンの夜遊び（売春婦、飲んだくれ、どんちゃん騒ぎ）が増えていった。
シムノンの交友関係には、無政府主義者、自由奔放な生活を送る芸術家達、さらには将来殺人を犯すことになる人物二人がいた。
この二人の殺人犯は、「我が友人達の三つの犯罪(Les Trois crimes de mes amis.)」の中に登場する。
またシムノンは、「ニシン樽(La Caque)」として知られる芸術家集団とも交流があった。
彼自身がこのグループのメンバーになったわけではなかったが、ここを通じて将来妻となるレジーヌ・ランションと出会った。
1978年にシムノンが語った所によれば、1919年にジョルジェット・ルブランがベルギーで『ベルギーの詩人たち』という演奏兼講演ツアーを行った際、リエージュでの公演を観覧した。
メーテルリンクの歌曲演奏に感激した彼は、パリで文学の道に進もうと考え、彼女と同じ列車に乗ろうとしたが、友人によって家に連れ戻された。
まだその時には彼女がモーリス・ルブランの妹だとは知らなかったという。

### フランスに移って （1922 - 1945）
父デジレ・シムノンが1922年に亡くなる。
その結果、ジョルジュ・シムノンはレジーヌ・ランション（以後、愛称だった「ティギー」を用いることとする）とともにパリに引っ越すことになった。
最初はまず第17区に居を構えた。バティニョール通りからそれほど離れていない場所である。
彼は街に馴染み、居酒屋、安宿、バー、レストランなどに精通することになった。
さらに重要なことには、シムノンが普通の労働者階級のパリ市民達と知り合ったのである。
様々なペンネームを用いて作品を著すことで、シムノンの創造性はいよいよ実を結び始める。
シムノンとティギーは、1923年3月、結婚するためごく短い期間リエージュに戻った。
シムノンは、カソリックだったにもかかわらず、信仰を保ってはいなかった。
ティギーの家は、完全に無宗教だった。
しかし、シムノンの母親は教会での結婚式にこだわり、ティギーにカソリックの教理問答集を勉強して、名目上だけでも信者になるよう強制した。
シムノンが確固とした信仰を持っていたわけではなかったのに、シムノンの子供達は全員、カソリックとして洗礼を受けさせられることになった。
とはいえティギーと結婚しても、シムノンが他の多くの女達とのつながりを断ち切ることにはならなかった。
その中でも一番有名なのは、ジョセフィン・ベイカーである。
シムノンは取材のため1928年に長期間の船旅に出る。この船旅で、シムノンは船の面白さを覚えた。
1929年、彼は自分の船を建造することを決心した。船はオストロゴス号と名付けられ、シムノン、ティギー、料理人でもあり家政婦でもあるアンリエット・リベルジュ、そして彼らの飼い犬であるオラフがオストロゴス号の住民となった。
彼らはフランスの運河を巡る旅をした。
アンリエット・リベルジュは、「ブール」（「玉」という意味で、彼女の少しずんぐりした見た目にちなんだ呼び名）として知られる女性だが、シムノンとはこの後数十年の間恋愛関係にあった。
しかし、シムノン夫妻の親しい友人でもあり、シムノン家の一部となっていたのである。
1930年、初めてジョルジュ・シムノンという本名名義によって、シムノンが創り出した最も有名な登場人物、メグレ警視（Commissaire Maigret）の物語『怪盗レトン』が週刊読みもの誌「リックとラック（Ric et Rac）」に登場する（書籍刊行は1931年）。
ただしメグレが初めて登場する作品はジョルジュ・シム名義の『夜の列車（Train de nuit）』（書籍刊行は1930年）であり、これはシムノンがオランダのデルフゼイル近辺を航海中に書かれたものだったと考えられている。
メグレが初めて書かれた場所であることを記念してデルフゼイルにはメグレの像が建てられている。
1932年には、シムノンは頻繁に旅に出て、アフリカ、東ヨーロッパ、トルコ、ソビエト連邦などから記事を送っていた。
世界中を旅する生活は1935年まで続いた。
1932年から1936年にかけて、シムノン、ティギー、ブールは、フランス、シャラント・マリティム県マルシリにある、ラ・リシャルディエールという16世紀の大邸宅に住んでいた。
この邸宅は、シムノンの小説「ドナデュの遺言(Le Testament Donadieu)」の中で触れられている。
1938年の初め、シムノンはラ・ロシェルにある別荘アグネを借り、8月には（シャラント・マリティム県の中の）ニュル・シュル・メールの農家の建物を購入している。
1939年、ティギーとの間に一人息子のマークがここで誕生した。
第二次大戦中、シムノンはヴァンデ県に住んでいた。
戦争中の彼の行動はかなりの議論を呼ぶこととなった。
学者の中には、シムノンがこれまでずっとドイツと通じていたのだというものがおり、一方でこれを否定するものもいた。
否定派はシムノンのことを、政治には関心の無い男で、本質的に日和見主義者だが、決してドイツの協力者などではない、と解釈していたのである。
しかし、シムノンは現地の農場主達からドイツの協力者だと告発され、また一方でゲシュタポからはユダヤ人ではないかと疑われて －これは「シムノン(Simenon)」という名前と「シモン(Simon)」という名前とを混同してのことだったのだが－ 状況はさらに混乱したものとなった。
ともあれ、戦争末期にはシムノンは当局の監視下に置かれていた。
というのも、ドイツの占領中に自分の著作の映画化権をドイツの映画スタジオと取り決めていたからである。
このため1950年には、5年間、新作の出版を一切禁止される処分を受ける。しかし、この処分は公に告知されていなかったため、ほとんど実効のないものであった。
戦争中、シムノンは重要な作品をいくつも生み出した。「万聖節の旅人（Le Voyageur de la Toussaint）」「マエの輪（Le Cercle des Mahé）」などである。
彼は重要な文通も行っており、特にアンドレ・ジイドとの文通が有名である。
1940年代初めには、シムノンは健康上の不安を抱えていたが、ある時、その地の医者が彼の心臓が重篤な状態にある（シムノンの父親のことを思い出させるが）と誤診したのである。余命数ヶ月という診断であった。
また、ティギーがブールのことでシムノンにとうとう不意打ちをくらわせたのも同じ頃であった。
シムノンとティギーは1949年までは夫婦でいたのだが、今では結婚といっても形だけのものになっていた。
ティギーが最初に抗議したのにもかかわらず、ブールは二人とともにとどまっていたのだった。
戦争中の不確かな振る舞いにもかかわらず、ラ・ロシェールの街は結局はシムノンに栄誉を与えることとなった。1989年に、彼にちなんで埠頭の名前をつけたのである。シムノンは体調が悪く、献呈の式典には出席できなかった。しかし、2003年には、彼の息子のジョニーが父親を表彰する別の行事に参加している。

### 米国とカナダで （1945 - 1955）
シムノンはフランスでの尋問を免れるため、1945年にティギーとマールと一緒に北米に逃れた。カナダのケベック州モントリオールの北にあるドメイン・レステレルで最新型の家を借り、その中の丸太小屋の一つ（LC5と呼ばれ現存する）で小説を三篇（そのうちの一つは「マンハッタンの三つの寝室」である）書いている。ブールはヴィザの問題で最初から一家に合流することはできなかった。
アメリカで過ごす間、シムノンは定期的にニューヨークを訪れていた。シムノンは一家で長距離の自動車旅行に出たりもしている。メーン州からフロリダ州に行ってみたり、西はカリフォルニアまで訪れている。シムノンはフロリダ、ブラデントンのアンナ・マリア島に短い期間住んだ後、アリゾナ州のノガレスに家を借りている。ここに至ってようやくブールも一家に合流することができた。シムノンの小説「瓶の底(The Bottom of the Bottle)」は、アリゾナ州ノガレスでの生活から強く影響を受けたものになっている。
砂漠に心惹かれるものがありつつも、シムノンはアリゾナを後にすることを決める。続いてカリフォルニアに留まった後、コネティカット州レイクヴィルの大きな家、シャドウ・ロック・ファームに落ち着くことにした。この街が1952年の小説「ベルの死(La Mort de Belle)」の背景となっている。
米国にいる間、シムノンと息子のマールは、比較的容易に英語での会話が話せるようになった。これはブールも同じだった。しかしティギーは英語に関しては大変難儀な思いをして、ヨーロッパに帰ることを切望するようになった。
その一方で、シムノンは17歳年下の女性デニーズ・ウィメと出会っている。デニーズはモントリオール出身で、1945年にニュー・ヨークでシムノンに出会った（彼女は秘書として雇われることになっていた）。そして、二人はすぐに波乱含みの、かつ、不幸な恋愛を始めてしまったのである。おびただしい数の法的問題を解決して、シムノンとティギーは1949年に離婚した。その後、シムノンとデニーズ・ウィメはレノで結婚する。1950年にネヴァダに移り、結局三人の子供が生まれた。ジョニー（1949年生まれ）、マリー・ジョー（1953年生まれ）、ピエール（1959年生まれ）である。離婚の際の取り決めの通り、ティギーはシムノンと息子マールのすぐ近くに住んだ。こうした状況は彼ら全員が1955年にヨーロッパに戻るまで続いた。
1952年、シムノンはベルギーに趣き、ベルギー王立アカデミーのメンバーに選ばれる。シムノンは、1922年以降は一度もベルギーに住んだことはなかったのだが、生涯ベルギー国民であり続けた。

### ヨーロッパに帰る （1955 - 1989）
シムノンの一家は、1955年にヨーロッパに戻った。最初はフランスに住み（主にコートダジュール沿岸）、その後スイスに落ち着いた。エシャンダンの借家で暮らした後、ローザンヌの北に位置するエパランジュに物件を購入した。そしてその場所に巨大な家を建てさせたのである。
シムノンとデニーズは1964年には離婚することが決定的になった。テレサは1961年からシムノン家で家政婦として働いてきたのだが、この時までにシムノンと恋愛関係にあって、彼の残りの生涯を一緒に暮らすことになる。
長きにわたって心配の種となってきたマリー・ジョーが1978年、25歳の時にパリで自殺した。この出来事はシムノンの以後の人生を暗いものにした。
監督兼プロデューサーであったジョン・ゴールドシュミットが製作した記録映画「メグレの鏡」は、ローザンヌの大邸宅で撮影されたものであり、また、犯罪心理学者との間の告白調の会話に基づいた人物紹介の形式を取っている。この映画はATVのために制作され、1981年にイギリスのITVネットワークで放送された。
1984年、シムノンは脳腫瘍の外科手術を受け、順調に回復した。しかしその後数年にわたり、彼の健康は悪化していった。シムノンが、テレビで放送された最後のインタビューに登場したのは1988年12月のことであった。
ジョルジュ・シムノンは、ローザンヌで、1989年の9月3日から4日にかけての夜中、眠ったまま亡くなった。
シムノンは偉大な遺産を残して亡くなった。そのため彼を記念して、記念銀貨が作られることになり、シムノン生誕100年の2003年にベルギーで銀貨が製作された。硬貨の表には彼の肖像画が描かれている。

## 日本におけるシムノン紹介
戦前に著作が日本語に訳され高い評価を受けた。

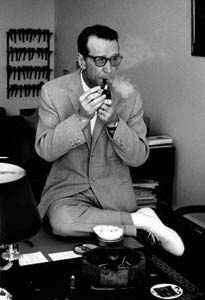
ジョルジュ・シムノン（1963年）

雑誌『新青年』の企画で、日本の探偵小説家による海外探偵小説のベスト10を発表するものがあり、代表作の『男の首』("La Tête d'un homme"）が全体の9位に入った。大下宇陀児、木々高太郎、角田喜久雄、渡辺啓助らがシムノンの作品を上位に挙げており、特に角田は多大な影響を受けたらしく、『高木家の惨劇』など角田が戦後に執筆した9つの小説に登場する加賀美敬介警部の人物像はメグレをモデルとしている。
日本に紹介された当初は「Simenon」という名字の正確な発音が不明であり、訳者によってはシメノンと表記していたが、1956年に木々高太郎がシムノン本人に会ってシムノンが正しい発音であると確認された。

## 「メグレ警視」シリーズ
執筆年を記す。

### 長編
- 『怪盗レトン』（"Pietre-le-Letton"（1929）、木村庄三郎訳、東京創元社、創元推理文庫） 1960、のち旺文社文庫］1978.4

『メグレ対怪盗』（稲葉由紀訳、東都書房、世界推理小説大系20） 1963
『怪盗レトン』（稲葉明雄訳、角川書店、角川文庫） 1978.1
- 『死んだギャレ氏』（"Monsieur Gallet décédé"（1930）、宗左近訳、東京創元社、創元推理文庫） 1961
- 『聖フォリアン寺院の首吊男』（"Le Pendu de Saint-Phollien"（1930）、伊東鋭太郎訳、春秋社） 1937 - 江戸川乱歩はこの作品を翻案して『幽鬼の塔』を執筆した。

『サン・フォリアン寺院の首吊り人』（水谷準訳、雄鶏社、おんどり・みすてりい） 1950、のち角川文庫 1957
『サン・フォリアンの首吊り男』（三好格訳、中央公論社、世界推理名作全集5） 1960
『サン・フォリアンの首吊りの男』（中央公論社、世界推理小説名作選） 1962 　
『サン゠フォリアン教会の首吊り男』[新訳版]（伊禮規与美訳、ハヤカワ・ミステリ文庫）2023
- 『水門』（"Le Charretier de la Providence"（1930）、伊東鋭太郎訳、春秋社） 1937

『水門の惨劇』（伊東鋭太郎訳、京北書房） 1947
『運河の秘密』（伊東鋭太郎訳、京北書房） 1953
『メグレと運河の殺人』（田中梓訳、河出書房新社、メグレ警視シリーズ） 1980.1
- 『男の頭 : モンパルナスの夜』（"La Tête d'un homme"（1930）、永戸俊雄訳、西東書林） 1935

『モンパルナスの夜』（春秋社） 1937
『或る男の首』（雄鶏社、おんどり・みすてりい） 1950、のちハヤカワ・ミステリ 1955
『男の首』（宮崎嶺雄訳、東京創元社 世界推理小説全集19） 1956、のち創元推理文庫 1959.9
『モンパルナスの夜』（堀口大學訳、新潮社、探偵小説文庫） 1956
『或る男の首』（新潮社、新潮文庫） 1959
『男の首』（三好格訳、中央公論社、世界推理名作全集5） 1960、中央公論社 世界推理小説名作選 1962
『男の首』（宗左近訳、角川書店［角川文庫］, 1963年）
『ある男の首』（石川湧訳、講談社 世界推理小説大系7） 1972
『男の首』（木村庄三郎訳、旺文社、旺文社文庫） 1977.1
『ある死刑囚の首』（矢野浩三郎訳、文研出版 文研の名作ミステリー9） 1977.6
- 『黄色い犬』（"Le Chien jaune"（1931）、永戸俊雄訳、雄鶏社、おんどり・みすてりい） 1950、ハヤカワ・ミステリ 1955

『黄色い犬』（宮崎嶺雄訳、東京創元社、世界推理小説全集19） 1956、創元推理文庫 1959.9、東京創元社 世界名作推理小説体系3 1960
『黄色い犬』（中島昭和訳、角川書店、角川文庫） 1963
『黄色い犬』（矢野浩三郎訳、集英社 ジュニア版世界の推理） 1972
『黄色い犬』（木村庄三郎訳、旺文社、旺文社文庫） 1976
- 『深夜の十字路』（"La Nuit du carrefour"（1931）、秘田余四郎訳、ハヤカワ・ミステリ） 1953

『メグレと深夜の十字路』（長島良三訳、河出書房新社、メグレ警視シリーズ） 1980.6
- 『オランダの犯罪』（"Un crime en Hollande"（1931）、宗左近訳、創元推理文庫） 1960
- 『ニュー・ファウンドランドで逢おう』（"Au rendez-vous des terre-neuvas"（1931）、稲葉由紀訳、宝石社『別冊宝石』103号） 1960

『港の酒場で』（木村庄三郎訳、創元推理文庫） 1961、旺文社文庫 1977.9
- 『リェーヂユの踊子』（"La Danseuse du Gai-Moulin"（1931）、伊東鋭太郎訳、春秋社） 1937

『ゲー・ムーランの踊子』（安堂信也訳、創元推理文庫） 1959.11
- 『三文酒場』（"La Guinguette à deux sous"（1931）、安堂信也訳、創元推理文庫） 1960.8
- 『霧の港』（"Le Port des brumes"（1931）、松村喜雄訳、ハヤカワ・ミステリ） 1954

『霧の港のメグレ』（飯田浩三訳、河出書房新社、メグレ警視シリーズ） 1980.2
- 『影絵』（"L'Ombre chinoise"（1931）、松村喜雄訳、共栄社『探偵倶楽部』） 1954

『影絵のように』（望月芳郎訳、創元推理文庫） 1960.8
『メグレと死者の影』（榊原晃三訳、河出書房新社、メグレ警視シリーズ） 1980.5
- 『サン・フィアクル殺人事件』（"L'Affaire Saint-Fiacre"（1932）、三輪秀彦訳、創元推理文庫） 1986.4
- 『メグレ警部と国境の町』（"Chez les Flamands"（1932）、三輪秀彦訳、創元推理文庫） 1961
- 『メグレを射った男』（"Le Fou de Bergerac"（1932）、鈴木豊訳、河出書房新社、メグレ警視シリーズ） 1979.9
- 『自由酒場』（"Liberty bar"（1932）、伊東鋭太郎訳、アドア社） 1936

『紺碧海岸のメグレ』（佐藤絵里訳、論創社、論創海外ミステリ） 2015.1
- 『第1号水門』（"L'Écluse numeros 1"（1933））
- 『幕をとじてから』（"Maigret"（1933）、松村喜雄訳、共栄社『探偵倶楽部』） 1954

『メグレ再出馬』（野中雁訳、河出書房新社、メグレ警視シリーズ） 1980.3
- 『メグレと死んだセシール』（"Cécile est morte"（1939）、長島良三訳、光文社『EQ』） 1991.11
- 『メグレと超高級ホテルの地階』（"Les Caves du Majestic"、長島良三訳、光文社『EQ』） 1995.5

『メグレとマジェスティック・ホテルの地階』[新訳版]（高野優訳、ハヤカワ・ミステリ文庫）2023
- 『メグレと判事の家の死体』（"La Maison du juge"、長島良三訳、光文社『EQ』） 1988.3
- 『メグレと謎のピクピュス』（"Signé Picpus"、長島良三訳、光文社『EQ』） 1983.7
- 『メグレと死体刑事』（"L'Inspecteur Cadavre"（1941）、長島良三訳、読売新聞社、フランス長編ミステリー傑作集3） 1981.9
- 『メグレと奇妙な女中の謎』（"Féliche est là"、長島良三訳、光文社『EQ』） 1986.5
- 『メグレ激怒する』（"Maigret se fâche"（1945）、長島良三訳、河出文庫） 1988.8
- 『メグレ氏ニューヨークへ行く』（"Maigret à New York"（1946）、長島良三訳、河出書房新社、メグレ警視シリーズ） 1977.4
- 『メグレの休暇』（"Les Vacances de Maigret"（1947）、永戸俊雄訳、ハヤカワ・ミステリ） 1955

『メグレのバカンス』（矢野浩三郎訳、河出書房新社、メグレ警視シリーズ） 1980.8
- 『メグレと殺人者たち』（"Maigret et son mort"（1947）、長島良三訳、河出書房新社、メグレ警視シリーズ） 1976.4
- 『メグレの初捜査』（"La Première Enquête de Maigret"（1948）、萩野弘巳訳、河出書房新社、メグレ警視シリーズ） 1977.5
- 『メグレ式捜査法』（"Mon ami Maigret"（1949）、谷亀利一訳、河出書房新社、メグレ警視シリーズ） 1977.7
- 『メグレ保安官になる』（"Maigret chez le coroner"（1949）、鈴木豊訳、河出書房新社、メグレ警視シリーズ） 1979.7
- 『メグレ夫人と公園の女』（"L'Amie de Madame Maigret"（1949）、佐宗鈴夫訳、河出書房新社、メグレ警視シリーズ） 1977.6
- 『メグレの回想録』（"Les Mémories de Maigret"（1950）、長島良三訳、早川書房 世界ミステリ全集9） 1973.4
- 『メグレと老婦人』（"Maigret et la vieille dame"（1950）、日影丈吉訳、ハヤカワ・ミステリ） 1961、ハヤカワ・ミステリ文庫 1976
- 『モンマルトルのメグレ』（"Maigret au Picratt's"（1950年）、矢野浩三郎訳、河出書房新社、メグレ警視シリーズ） 1977.1
- 『メグレ夫人のいない夜』（"Maigret en meublé"（1951）、佐宗鈴夫訳、河出書房新社、メグレ警視シリーズ） 1978.4
- 『メグレと消えた死体』（"Maigret et la Grande Perche"（1951）、榊原晃三訳、河出書房新社、メグレ警視シリーズ） 1977.8
- 『メグレの拳銃』（"Le Revolver de Maigret"（1952）、佐宗鈴夫訳、河出書房新社、メグレ警視シリーズ） 1979.6
- 『メグレとベンチの男』（"Maigret et l'homme du banc"（1952）、矢野浩三郎訳、河出書房新社、メグレ警視シリーズ） 1977.12
- 『メグレ警視と生死不明の男』（"Maigret，Lognon et gangstars "（1952）、長島良三訳、講談社文庫） 1971.1
- 『メグレの途中下車』（"Maigret a peur"（1953）、榊原晃三訳、河出書房新社、メグレ警視シリーズ） 1976
- 『メグレ間違う』（"Maigret se trompe"（1953）、萩野弘巳訳、河出書房新社、メグレ警視シリーズ） 1976
- 『メグレと田舎教師』（"Maigret à l'école"（1953）、佐伯岩夫訳、河出書房新社、メグレ警視シリーズ） 1978.5
- 『メグレと若い女の死』（"Maigret et la jeune morte"（1954）、北村良三訳、ハヤカワ・ミステリ） 1972

『メグレと若い女の死 新訳版』(平岡敦訳、ハヤカワ・ミステリ文庫） 2023
- 『メグレと政府高官』（"Maigret chez le ministre"（1954）、長島良三訳、河出書房新社、メグレ警視シリーズ） 1977.9
- 『メグレ罠を張る』（"Maigret tend un piège"（1955）、峯岸久訳、ハヤカワ・ミステリ） 1958
- 『メグレと首無し死体』（"Maigret et le corps sans tête"（1955）、長島良三訳、河出書房新社、メグレ警視シリーズ） 1977.2
- 『メグレの失態』（"Un échec de Maigret"（1956）、大友徳明訳、河出書房新社、メグレ警視シリーズ） 1979.11
- 『メグレ推理を楽しむ』（"Maigret s'amuse"（1956）、仁科祐訳、河出書房新社、メグレ警視シリーズ） 1979.10
- 『メグレとかわいい伯爵夫人』（"Maigret voyage"（1957）、江口旦訳、河出書房新社、メグレ警視シリーズ） 1979.8
- 『メグレと火曜の朝の訪問者』（"Les Scruples de Maigret"（1957）、谷亀利一訳、河出書房新社、メグレ警視シリーズ） 1976
- 『メグレと口の固い証人たち』（"Maigret et les témoins récalcitrants"（1958）、長島良三訳、河出書房新社、メグレ警視シリーズ） 1976.12
- 『メグレの打明け話』（"Une Confidence de Maigret"（1959）、長島良三訳、河出書房新社、メグレ警視シリーズ） 1978.4
- 『重罪裁判所のメグレ』（"Maigret aux assises"（1959）、小佐井伸二訳、河出書房新社、メグレ警視シリーズ） 1977.10
- 『メグレと老外交官の死』（"Maigret et les vieillards" （1960）、長島良三訳、河出書房新社、メグレ警視シリーズ） 1980.1
- 『メグレと優雅な泥棒』（"Maigret et le vouleur paresseux"（1961）、榊原晃三訳、河出書房新社、メグレ警視シリーズ） 1977.12
- 『メグレと善良な人たち』（"Maigret et les braves gens"（1961）、小佐井伸二訳、河出書房新社、メグレ警視シリーズ） 1978.8
- 『メグレと妻を寝とられた男』（"Maigret et le client du samedi"（1962）、大友徳明訳、河出書房新社、メグレ警視シリーズ） 1978.3
- 『メグレとルンペン』（"Maigret et le clochard"（1962）、野中雁訳、河出書房新社、メグレ警視シリーズ） 1979.5
- 『メグレと殺された容疑者』（"La Colère de Maigret"（1962）、佐宗鈴夫訳、河出書房新社、メグレ警視シリーズ） 1978.1
- 『メグレと幽霊』（"Maigret et le fantôme"（1963）、佐宗鈴夫訳、河出書房新社、メグレ警視シリーズ） 1976
- 『メグレたてつく』（"Maigret se defénd"（1964）、榊原晃三訳、河出書房新社、メグレ警視シリーズ） 1977.3
- 『メグレと宝石泥棒』（"La Patience de Maigret"（1965）、長島良三訳、河出書房新社、メグレ警視シリーズ） 1978.2
- 『メグレと賭博師の死』（"Maigret et l'affaire Nahour"（1966）、矢野浩三郎訳、河出書房新社、メグレ警視シリーズ） 1979
- 『メグレの財布を掏った男』（"Le Voleur de Maigret"（1966）、伊東守男訳、河出書房新社、メグレ警視シリーズ） 1978.5
- 『メグレとリラの女』（"Maigret à Vichy"（1967）、伊東守男訳、河出書房新社、メグレ警視シリーズ） 1978.7
- 『メグレと殺人予告状』（"Maigret hésite"（1968）、榊原晃三訳、河出書房新社、メグレ警視シリーズ） 1978.8
- 『メグレの幼な友達』（"L'Ami d'enfance de Maigret"（1968）、田中梓訳、河出書房新社、メグレ警視シリーズ） 1978.10
- 『メグレと録音マニア』（"Maigret et le tueur"（1969）、佐宗鈴夫訳、河出書房新社、メグレ警視シリーズ） 1978.6
- 『メグレとワイン商』（"Maigret et le marchand de vin"（1969）、飯田浩三訳、河出書房新社、メグレ警視シリーズ） 1978.11
- 『メグレと老婦人の謎』（"La Folle de Maigret"（1970）、長島良三訳、河出書房新社、メグレ警視シリーズ） 1978.7
- 『メグレとひとりぼっちの男』（"Maigret et l'homme tout seul"（1971）、野中雁訳、河出書房新社、メグレ警視シリーズ） 1978.9
- 『メグレと匿名の密告者』（"Maigret et l'indicateur"（1971）、野中雁訳、河出書房新社、メグレ警視シリーズ） 1978.6
- 『メグレ最後の事件』（"Maigret et Monsieur Charles"（1972）、長島良三訳、河出書房新社、メグレ警視シリーズ） 1978.9

### 短編
- "Les Nouvelles Enquetes de Maigret"（1944) - 中短編集
  - 「首吊り船」（"La Péniche aux deux pendus"（1938））
  - 「ボーマルシェ大通りの事件」（"L'Affaire du boulevard Beaumrchais"（1938））
  - 「開いた窓」（"La Fenêtre ouverte"（1938））
  - 「月曜日の男」（"Monsieur Lundi"（1938））
  - 「停車 - 51分間」（"Jeumont, 51 minutes d'arrêt"（1938））
  - 「死刑」（"Peine de mort"（1938））
  - 「蝋のしずく」（"Les Larmes de bougie"（1938））
  - 「ピガール通り」（"Rue Pigalle"（1938））
  - 「メグレの失敗」（"Une erreur de Maigret"（1938））
  - 「メグレ夫人の恋人」（"L'Amoureux de Madame Maigret"（1938））
  - 「バイユーの老婦人」（"La vieille Dame de Bayeux"（1938））
  - 「水死人の宿」（"L'Auberge aux noyés"（1938））
    - 「メグレと溺死人の家」

  - 「殺し屋スタン」（"Stan le tueur"（1938））
  - 「北の星」（"L'Etoile du nord"（1938））
    - 「ホテル<北極星>」

  - 「メグレの退職旅行」（"Tempête sur la Manche"（1938））
  - 「メグレとおびえるお針娘」（"Mademoiselle Berthe et son amant"（1938））
  - 「メグレと消えたミニチュア」（"Le Notaire de Châteauneuf"（1938））
  - 「メグレと消えたオーエン氏」（"L'Improbable Monsieur Owen"（1938））
  - 「メグレとグラン・カフェの常連」（"Ceux du Grand Café"（1938））
- 「メグレ警視のクリスマス」（"Un Noël de Maigret"（1950））

## 「名探偵エミールの冒険」シリーズ
メグレ警視の元部下で探偵所長のトランスと、相棒の探偵エミールの物語。全14編の連作中編として発表され、その後単行本としてまとめられた。邦訳は四分冊。
- 『名探偵エミールの冒険』1 - 4（Les Dossiers de l'agence O、長島良三訳、読売新聞社） 1998

## 「G・7號（G-7）」もの
- 『十三の謎』（Les 13 Énigmes（1932）、 松井百合子訳、論創社） 2018
- 『ダンケルクの悲劇』（Les Treize Énigmes （1932）、芹南冬夫訳、春秋社） 1937 - 短編集
  - 「タクシーの中の男」（《G7》（1928）、HMM '70.11掲載、ハヤカワミステリ255『名探偵登場6』（1963）に収録 - G-7最初の短編
  - 「エトュルタの無名婦人」（L'Inconnue d'Etretat （1928）、「月刊探偵」1936.6に掲載 - G-7最後の短編

## 「青年探偵ジョゼフ・ルボルニュ」
- 『13の秘密』（Les 13 mystères （1932）、大久保輝臣訳、東京創元新社） 1963 - 探偵を趣味とする青年ルボルニュを主役にした連作

## 「チビ医者の犯罪診療簿」
- 『死体が空から降ってくる』（Le Petit Docteur （1938）、原千代海訳、ハヤカワポケットミステリ414） 1958
- 『上靴にほれた男』（L'amoureux aux pantoufles （1943）、原千代海訳、ハヤカワポケットミステリ438） 1958

## 「フロジエ判事」
- 『十三人の被告』（Le 13 Coupables（1932）、 松井百合子訳、論創社） 2018
- 『猶太人ジリウク』（Les Treize Coupables（1932）、山野晃夫訳、春秋社） 1937 - 抄訳

## その他のジョルジュ・シムノン名義の作品

### 長編
- 『アルザスの宿』（"Le relais d'Alsace"（1931）、原千代海訳、創元推理文庫） 1960
- 『北氷洋逃避行』（"Le Passager du 'Polarys'"（1932）、伊東鍈太郎訳、京北書房） 1946
- 『仕立て屋の恋』（"Les fiançailles de M. Hire"（1933）、高橋啓訳、早川書房） 1992
- 「運河の家」（"La Maison du canal"（1933）、森井良訳『運河の家 人殺し』に収録（幻戯書房〈ルリユール叢書〉、瀬名秀明解説） 2022
- 『倫敦から来た男』（"L'homme de Londres"（1934）、長島良三訳、河出書房新社） 2009
- 「人殺し」（"L'Assassin"（1937）、森井良訳『運河の家 人殺し』に収録（幻戯書房〈ルリユール叢書〉） 2022
- 『ドナデュの遺言』（"Le Testament Donadieu"（1937）、手塚伸一訳、集英社、シムノン選集11） 1970

新版『ドナデュの遺書』（集英社、世界文学全集42） 1975、集英社文庫 1979
- 『ロニョン刑事とネズミ』（"Monsieur La Souris"（1938）、宮嶋聡訳、論創社、論創海外ミステリ）2024、メグレ・シリーズ番外編
- 『汽車を見送る男』（"L'homme qui regardait passer les trains"（1938）、菊池武一訳、新潮社） 1954
- 『家の中の見知らぬ者たち』（"Les inconnus dans La maison"（1941）、長島良三訳、読売新聞社） 1993
- 『片道切符』（"La Veuve Couderc"（1942）、安東次男訳、集英社、シムノン選集4）1969、集英社文庫、1977
- 『フェルショー家の兄』（"L'aine des Ferchaux"（1943）、伊藤晃訳、筑摩書房） 1978
- 『モンド氏の失踪』（"La Fuite de monsieur Monde"（1945）、長島良三訳、河出書房新社） 1945
- 『マンハッタンの哀愁』（"Trois chambres a Manhattan"（1946）、長島良三訳、河出書房新社） 2010
- 『判事への手紙』（"Lettre a mon juge"（1947）、那須辰造訳、早川書房） 1956
- 『雪は汚れていた』（"La neige était sale"（1948）、永戸俊雄訳、早川書房、シメノン選集1） 1955

『雪は汚れていた』（三輪秀彦訳、集英社、シムノン選集1） 1969、ハヤカワ文庫 1977.4、主婦の友社 キリスト教文学の世界4） 1978.8
- 『帽子屋の幻影』（"Le fantomes de chaplier"（1949）、秘田余四郎訳、早川書房） 1956
- 『ブーベ氏の埋葬』（"L'enterrement de Monsieur Bouvet"（1950）、長島良三訳、河出書房新社） 2010
- 『新しい人生』（"Une Vie comme neuve"（1951）、粟津則雄・今田裕共訳、集英社、シムノン選集5） 1969
- 『アナイスのために』（"Le temps d'anais"（1951）、小佐井伸二訳、集英社、シムノン選集3） 1969

別訳版『娼婦の時』（日影丈吉訳、早川書房） 1981
- 『リコ兄弟』（"Les Freres Rico"（1952）、山崎庸一郎訳、集英社、シムノン選集6）1969、集英社文庫 1980
- 『ベルの死』（"La mort de Belle"（1952）、峯岸久訳、早川書房） 1957
- 『証人たち』（"Les T'emoins"（1955）、野口雄司訳、河出書房新社） 2008
- 『可愛い悪魔』（"En cas de malheur"（1956）、秘田余四郎訳、早川書房） 1958
- 『ストリップ ティーズ』（"Strip Tease"（1958）、大久保和郎訳、集英社、シムノン選集2） 1969、集英社文庫 1978
- 『日曜日』（"Dimanche"（1959）、生田耕作訳、集英社、シムノン選集7） 1970
- 『闇のオディッセー』（"L'ours en peluche"（1960）、長島良三訳、河出書房新社） 2008
- 『離愁』（"Le Train"（1961）、谷亀利一訳、ハヤカワ文庫） 1975
- 『ベティー』（"Betty"（1961）、長島良三訳、読売新聞社） 1992
- 『ビセートルの環』（"Les Anneaux De Bicetre"（1963）、三輪秀彦訳、集英社、シムノン選集12） 1970、集英社文庫 1979
- 『青の寝室』（"La Chambre Bleue"（1964）、長島良三訳、河出書房新社） 2011
- 『ちびの聖者』（"Le petit saint"（1965）、長島良三訳、河出書房新社） 2008
- "Pedigree"（1948）
- 『猫』（"Le Chat"（1967）、三輪秀彦訳、創元推理文庫） 1985
- 『小犬を連れた男』（"L'homme au petit chien"、長島良三訳、河出書房新社） 2012
- 『妻は二度死ぬ』（"Les innocents"（1972）、中井多津夫訳、晶文社） 1985

### 中編
- 『イトヴィル村の狂女』（La folle d'Itteville"（1931） - ＨＭＭ'00.2掲載　早川書房 2002